# Haller (Luxembourg)
Pour les articles homonymes, voir Haller.
Haller (luxembourgeois : Haler) est une section de la commune luxembourgeoise de Waldbillig située dans le canton d'Echternach.